# Kóda Rohan
Kóda Rohan (japánul: 幸田 露伴, Hepburn-átírással: Kōda Rohan) (Edo, 1867. július 23. – 1947. július 30.) japán író, tudós, esszéista, költő.
Valódi neve Kóda Sigejuki, írói álneve, a Rohan azt jelenti, „a harmat barátja”. Edóban született, apja a Tokugava sógunátus, majd a Meidzsi-kor szamuráj hivatalnoka, aki az új kor hajnalán áttért a kereszténységre – Rohan húgai már zongoraművészek, öccse a közgazdaságtan professzora, maga Rohan pedig egyike az utolsó klasszikusan művelt, egész Kelet-Ázsia kultúráját bensőségesen ismerő értelmiségieknek, s egyben a japán romantika és szimbolizmus előfutára. 1911-ben irodalmi doktorátust szerzett, 1937-ben az elsők között kapta meg a Kultúra-érdemrendet.
Első irodalmi próbálkozásától (Cuju dandan, „Harmatcseppek”, 1889), amely egy New Yorkban játszódó keresztény szerelmi történet, több mint fél évszázaddal későbbi utolsó munkájáig (Sicsibusú, „Hét gyűjtemény”, 1947), e hatalmas műig, mely a Basó-féle haikuhagyományt dolgozza fel, óriási életművet hozott létre a legkülönfélébb témákról és tárgyakról, esszék, monográfiák tömegét a japán és kínai történelemről és kultúráról, melyek mind roppant ismeretanyagáról árulkodnak.
Szépirodalmi munkássága egyetlen befejezett regényt foglal magába: az Iszanatori („A bálnavadász”, 1892) a karma és az emberi lelkiismeret ellentétét kutatja. Legismertebbek korai, idealisztikus elbeszélései, pl. a Fúrjúbucu („Az elegancia buddhája” vagy „A művészet buddhája”, 1889), a Tai dokuro („Találkozás egy koponyával”, 1890) és a Godzsú no tó („Az ötszintes pagoda”, 1892). Írt haikukat, vakákat, hosszú verseket, színdarabot, útikönyveket, tudós kommentárokat is. Szintézist teremtett buddhista metafizikából, taoista misztikából, keresztény humanizmusból, konfuciánus aktivizmusból és japán esztétikából, eszmények és törekvések idealista mikrokozmoszát alkotva meg. Hősei és hősnői azoknak a névtelen egyéneknek állítanak emléket, akik nélkül a japán modernizáció nem mehetett volna végbe.